# Tūdīja
Tūdīja (oder Tudija) ist als König der frühen Vorzeit des assyrischen Reiches aus der Assyrischen Königsliste überliefert. Er ist der erste König der Liste und mit ihm beginnt ein Abschnitt, der ins Deutsche übersetzt mit den Worten 17 Könige, die in Zelten lebten beschrieben ist.
In der Forschung ist man darüber uneinig, ob die Königsliste bereits in diesem Bereich als historische Abfolge von Herrschern zu verstehen ist. Eine Vielzahl von Historikern war zunächst der Ansicht, die Liste beginne lediglich mit einer Auflistung von Namen aus regionaler Legende. Inzwischen wächst aber das Lager derjenigen, die zwar nicht unbedingt von einer genealogischen Ahnenfolge, aber zumindest von der tatsächlichen Existenz dieser Herrscher im 3. Jahrtausend v. Chr. ausgehen. Nachdem erst Ušpia, der 16. König der Liste, als Erbauer des Aššur-Tempels die Grundlage für eine Entstehung der Stadt und des später nach ihr benannten Reiches gelegt hat, waren sie aber noch keine assyrischen Könige im engeren Sinne. Man vermutet, dass sie die Führer amurritischer Stämme waren, von denen die späteren Herrscher-Dynastien von Aššur abstammten. Ähnlichkeiten mit den Königslisten aus Babylonien lassen vermuten, dass sich dort die Erste Dynastie auf Abstammung von zumindest teilweise gleichen Vorfahren beruft.
Der Historiker Giovanni Pettinato veröffentlichte die Entdeckung eines Vertrages zwischen Tūdīja und einem König von Ebla mit Namen Ebrium. Der Text fand sich auf einer Tontafel von ca. 2300 v. Chr. auf welcher Ebrium seinem Vertragspartner die Erlaubnis gewährt, einen von Ebla kontrollierten Handelsposten zu nutzen. Damit wären beide Könige Zeitgenossen von Šarru-kīnu, bekannt als Sargon von Akkad. Nicht zuletzt im Hinblick auf eine von der Königsliste abweichende Schreibweise des Namens (du-ud-ià oder t-a-du-ud) gibt es aber Vorbehalte. Nach Kritik vor allem von Edmond Sollberger, geht man inzwischen eher davon aus, dass dieser Tudija oder Dudija nicht mit dem Herrscher aus der Königsliste identisch ist. Bei „König Ebrium“ soll es sich außerdem nur um den Vizeregenten Ibrium unter König Irkab-Damu gehandelt haben.